# Chartreux
De chartreux of karthuizer is een oud Frans kattenras gekenmerkt door zijn egale effen-blauwgrijze, kortharige vacht, amberkleurige ogen en rustige karakter.

## Oorsprong

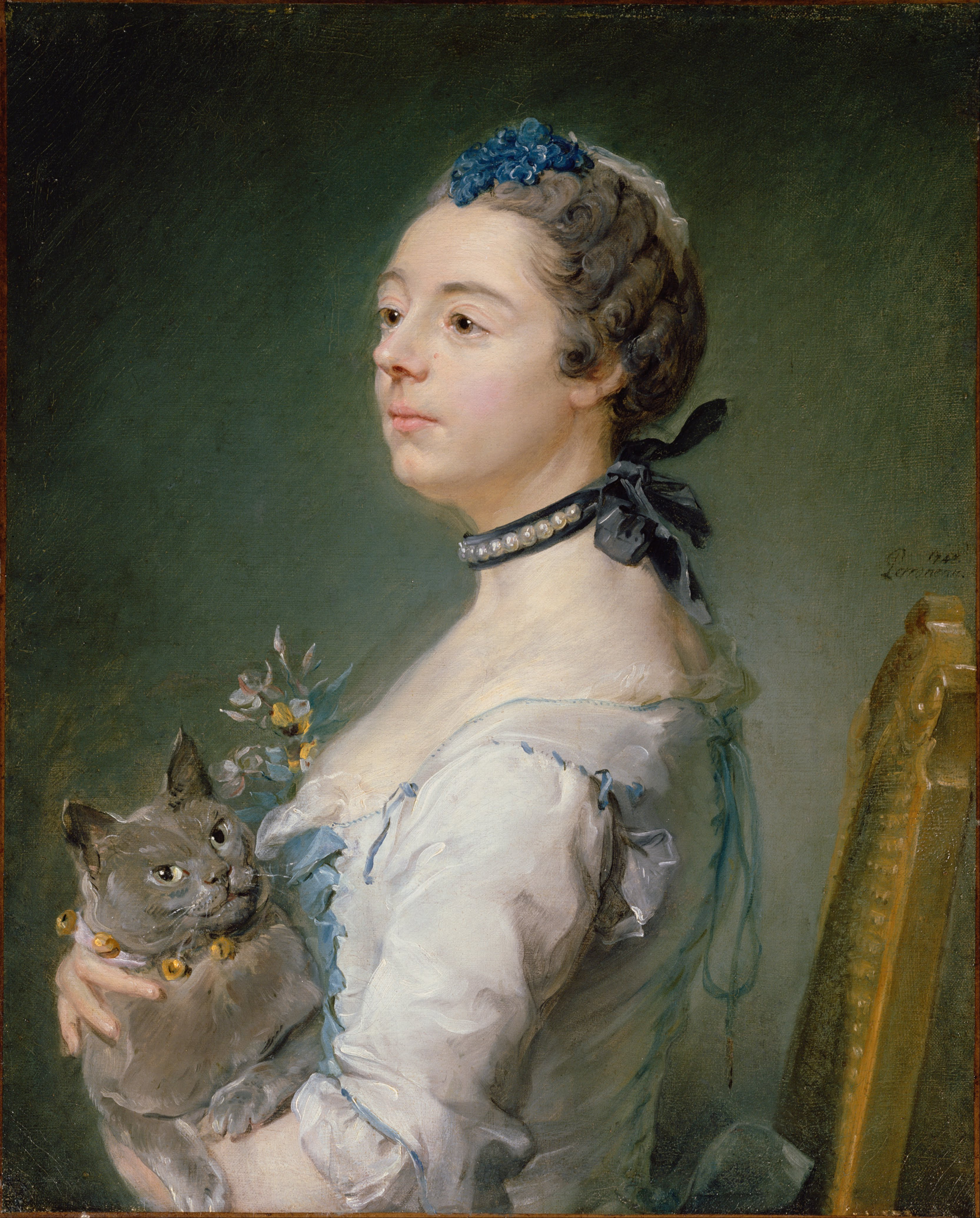
Chartreux kat op het schilderij Magdaleine Pinceloup de la Grange, née de Parseval door Jean-Baptiste Perroneau (1747)

De chartreux is een van de oudste rassen onder de Europese raskatten. De eerste beschrijvingen ervan dateren uit de zestiende eeuw. Hoewel het fenotype al eeuwen wordt omschreven in boeken en er zelfs een wetenschappelijke naam als ondersoort aan is toegekend, Felis catus carthusenensis, is de gerichte fok pas begonnen in de jaren twintig van de 20e eeuw in het midden en westen van Frankrijk.

## Voorliefde voor het uiterlijk
Een effen blauwgrijze kat is een aantrekkelijk fenotype. De resultaten van het ontbreken van een cyper-patroon met een verdunde zwarte hoofdkleur zodat er een egale effen-blauwe (in de volksmond ook wel grijs genoemd) vacht ontstaat kende vele liefhebbers in Frankrijk. Lokale grijze huiskatten, in de volksmond al eeuwenlang chartreux genoemd, werden geregistreerd bij de na 1900 opgerichte kattenorganisatie in Frankrijk en gekruist met geïmporteerde langharige perzen afkomstig uit het Verenigd Koninkrijk. Hierdoor werd het type van de kat "chiquer", steviger van bouw, met een rondere kop en grotere gouden ogen. Ook de vacht werd dikker van structuur en dichter ingeplant.

## Tweede Wereldoorlog
Door de Tweede Wereldoorlog was het ras met uitsterven bedreigd. Er was slechts een handjevol katten over dat enigszins aan de standaard beantwoordde en men moest eigenlijk van voren af aan beginnen. Fokkers gingen verder met enkele effen-blauwe dieren, vaak zonder stamboom, en kruisten deze opnieuw met blauwe perzen van eigen bodem maar ook met geïmporteerde blauwe Britse kortharen die uit het Verenigd Koninkrijk kwamen, een ras dat toentertijd qua uiterlijk grote gelijkenis vertoonde met de chartreux. Het ras begon in de jaren vijftig en zestig ook zijn weg te vinden naar andere landen en zo kwamen er chartreux naar België toe, maar ook naar Zwitserland. Ook in Nederland kwamen er Franse chartreux, maar die werden hier toen als Britse korthaar beschouwd en gekruist met dieren van Britse afstamming zodat het echte bestaan als Frans eigen ras in Nederland niet van de grond kwam toen. Wel burgerde de naam karthuizer in maar die beschreef toen eigenlijk enkel de blauwe variëteit van de Brits korthaar.

## Eigen identiteit

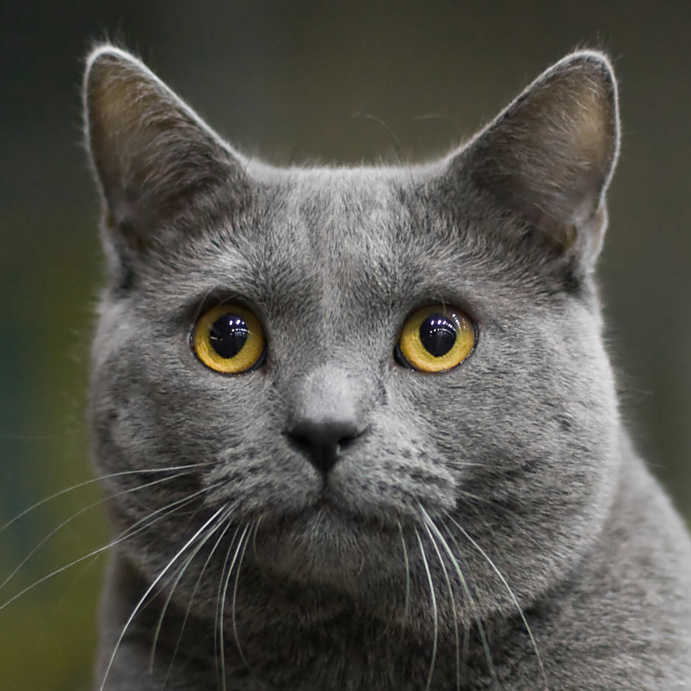
Kopstudie kater met typerende amberkleurige ogen

De fokkers in Frankrijk en in België besloten vanaf de jaren zeventig om niet een mengeling te willen van de Franse chartreux en de Brits korthaar (die wat boller en ronder was en ook in andere kleurslagen voorkwam). Zij kozen ervoor om enkel met Franse dieren met het eigen type door te fokken. Dit leidde er uiteindelijk toe dat de chartreux als zelfstandig ras erkend werd door alle grote overkoepelende kattenfokorganisaties. Chartreux worden momenteel enkel raszuiver gefokt en liefhebbers en fokkers bevinden zich behalve in Frankrijk en België ook in onder andere Canada, Duitsland, Italië, Nederland, Verenigde Staten en Zwitserland.

## Uiterlijk

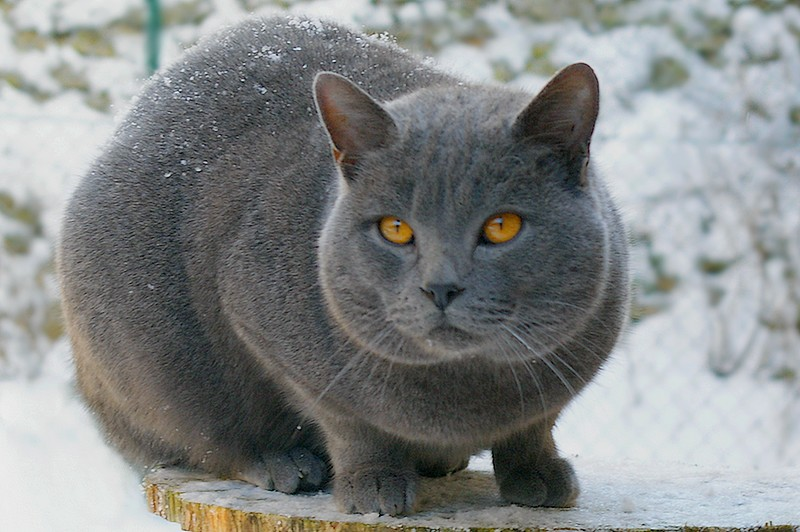
Volwassen kater

De chartreux is een middelgrote tot grote kat met een wat grove bouw die desondanks sierlijk oogt. Ze groeien vrij lang uit en worden laat volwassen. Katers zijn groter en forser van bouw dan poezen en bezitten stevige katerwangen. De kop heeft een omgekeerde trapezoïde vorm met middelgrote, vrij hoog geplaatste oren en een goed ontwikkelde schedel met een vlakke ruimte tussen de oren. De ogen zijn groot en open en mogen niet te rond zijn. De buitenste ooghoek is licht naar boven gericht. De oogkleur is diepgeel tot donker koperkleurig en puur en intensief van kleur. Het lichaam is stevig en gespierd met een brede borstkas en staat op middelhoge gespierde poten met vrij grote stevige voeten. De staart is gemiddeld van lengte, breed aan de aanzet en loopt taps toe in een afgeronde punt. De vacht is dubbel en dik, glanzend met een wollige ondervacht en zacht aanvoelend. Hij staat iets af en ligt niet glad aan en glanst. De kleur is uniform blauw en mag alle variëteiten van blauw vertonen, dus kan bleek blauwgrijs zijn tot diep staalblauw-grijs. Een lichtere tint wordt geprefereerd. Neusleer en voetzolen dienen ook blauwgrijs te zijn. De kleur moet egaal doorgekleurd zijn zonder spooktekening of rossige gloed.

## Karakter
De chartreux is een huiselijke, evenwichtige kat. Het is een stabiel gezelschapsdier dat goed samen gaat met andere huisdieren en kinderen. De meeste chartreux beschikken over een zacht stemgeluid en zijn niet erg vocaal ingesteld.

## Gezondheid
De chartreux is een vrij gezond ras dat makkelijk vijftien jaar oud kan worden. Het verdient aanbeveling als men met het ras fokt om fokdieren preventief na te laten kijken op twee bij het ras voorkomende erfelijke op termijn dodelijke problemen, cystenieren (PKD) en hypertrofische cardiomyopathie (HCM) via een echografisch onderzoek en/of DNA-test (voor cystenieren, PKD). Door het relatief zware gewicht van het ras is ook het laten nakijken van ouderparen en kittens op het voorkomen van patella luxatie (loszittende knieschijven) aan te bevelen.

## Fotogalerij

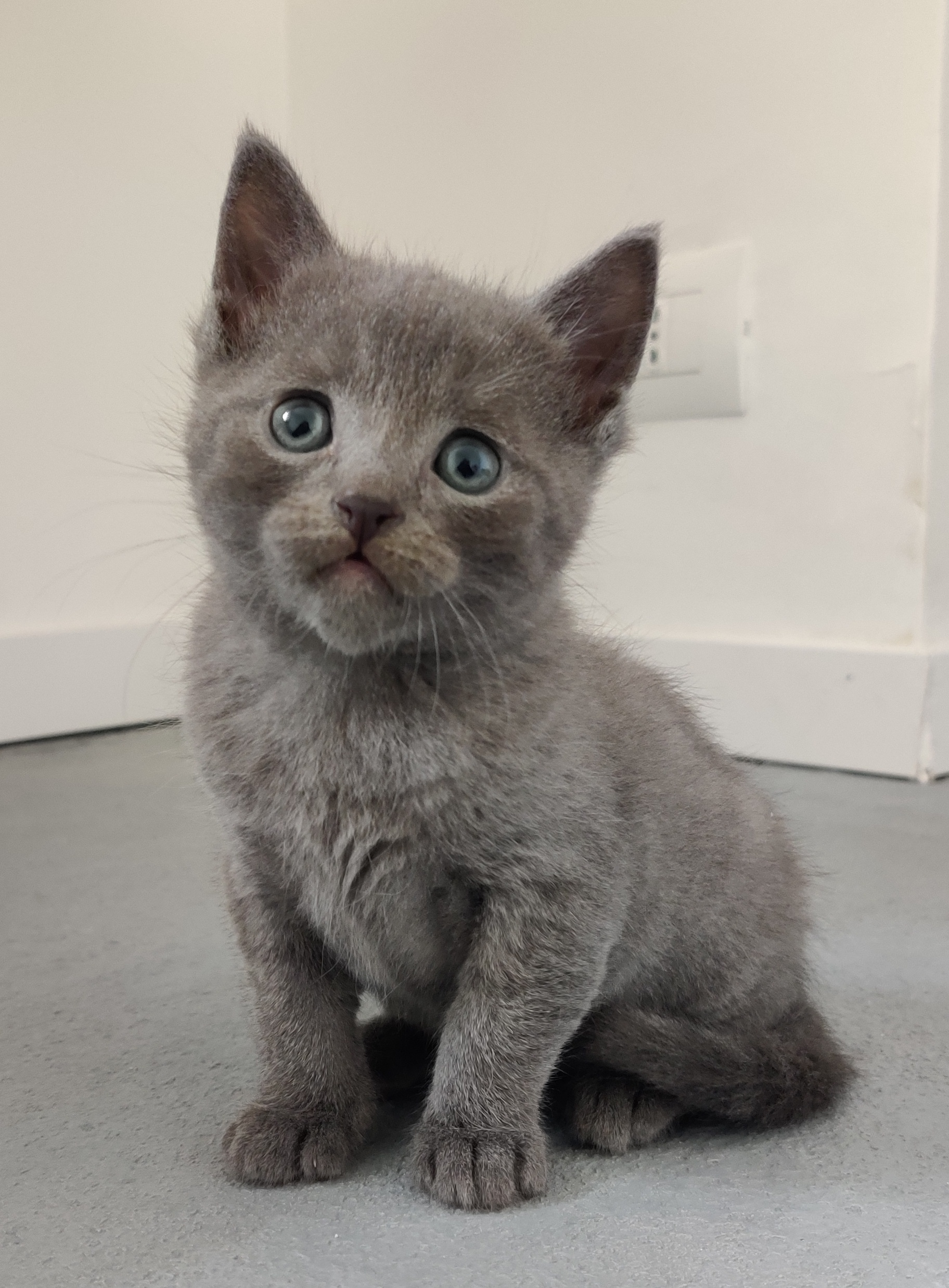
Kitten
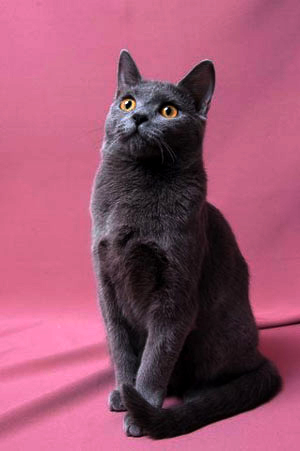
Jonge poes
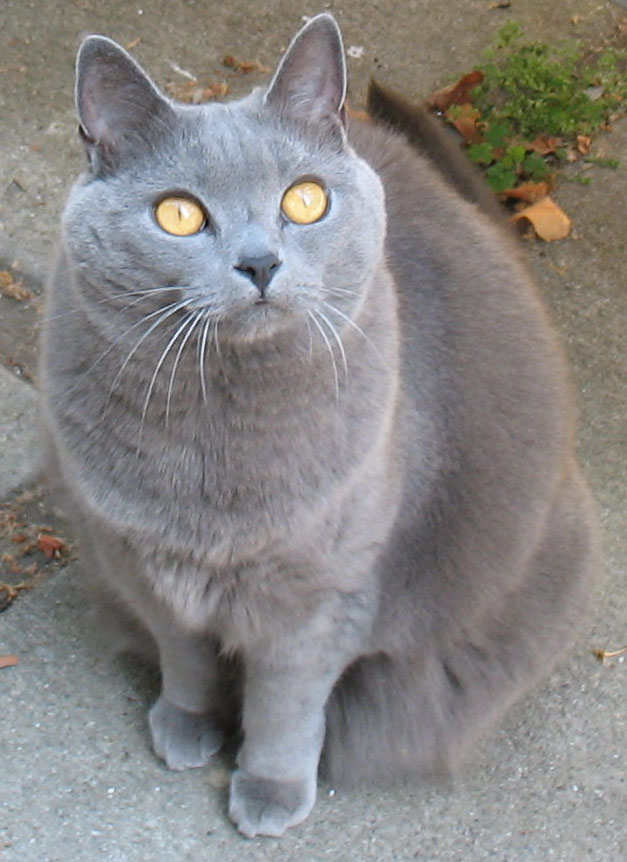
Jonge poes
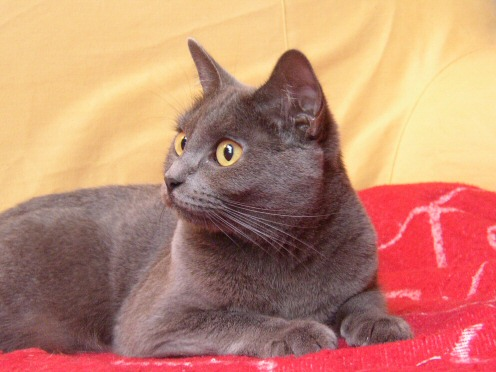
Kopstudie poes 2,5 jaar en profil
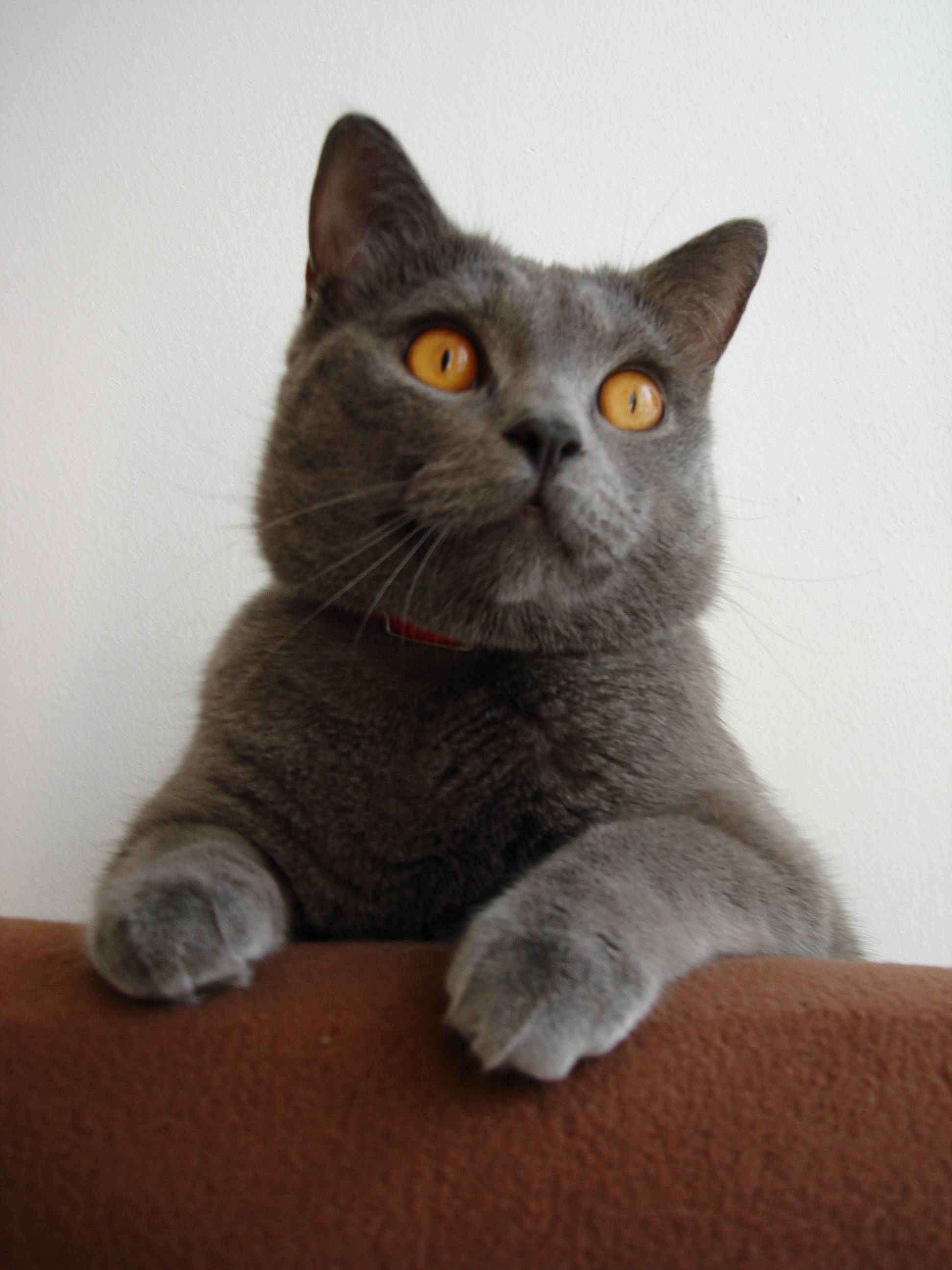
Kopstudie jonge kater en profil